# Рибакі (Мазовецьке воєводство)
Рибакі (пол. Rybaki) — село в Польщі, у гміні Слубіце Плоцького повіту Мазовецького воєводства.
Населення — 99 осіб (2011).
У 1975-1998 роках село належало до Плоцького воєводства.

## Демографія
Демографічна структура станом на 31 березня 2011 року:
|          | Загалом | Допрацездатний вік | Працездатний вік | Постпрацездатний вік |
| -------- | ------- | ------------------ | ---------------- | -------------------- |
| Чоловіки | 53      | 13                 | 30               | 10                   |
| Жінки    | 46      | 12                 | 22               | 12                   |
| Разом    | 99      | 25                 | 52               | 22                   |